# Cal Martí (Mont-roig)
Cal Martí és una casa de Mont-roig, al municipi dels Plans de Sió (Segarra) inclosa a l'Inventari del Patrimoni Arquitectònic de Catalunya.

## Descripció
Casa situada al xamfrà amb el Carrer Major, un dels carrers principals del nucli. Presenta una estructura de planta baixa i primera planta, realitzada amb paredat i arrebossat.
A la planta baixa estàn situades les estances utilitzades originàriament per a úsos agrícoles o ramaders, on s'hi observa una porta de grans dimensions per accedir en aquestes estances, acompanyada per una finestra de mitjanes dimensions per il·luminar el seu interior. A la primera planta, concretament al costat que dona al Carrer Major, apareix la porta d'accés a l'habitatge, on s'hi accedeix mitjançant unes escales que arranquen des de la planta baixa, amb una finestra al costat esquerre. A l'altra façana hi trobem quatre obertures, tres finestres i un balcó, totes corresponents a la zona d'habitatge.
Com a element més destacable cal mencionar la llinda que apareix a la finestra situada a la planta baixa, realitzada amb pedra d'una sola peça, amb un baix relleu que representa les eines d'un ferrer, com ara les tenalles, una ferradura, una clau, etc., emmarcades per una figura octogonal, fet que ens indica l'ofici del propietari que es va encarregar d'edificar l'habitatge.